# Wifey Mixtape
Wifey MIXTAPE – album typu mixtape piosenkarki Dziarmy. Wydawnictwo ukazało się 2 lutego 2024 roku nakładem wytwórni muzycznej 2020.
Za produkcję odpowiadają: Miroff, Hubi, Hvll, Wuja HZG, Dawid Płonka.

## Lista utworów
Opracowano na podstawie materiału źródłowego.
| Nr  | Tytuł utworu                             | Słowa                                   | Muzyka               | Długość |
| --- | ---------------------------------------- | --------------------------------------- | -------------------- | ------- |
| 1.  | „LATO2023” (feat. Książę Mazowiecki)     | Agata Dziarmagowska, Książę Mazowiecki  | Miroff, Hubi         | 3:10    |
| 2.  | „Z diabłem Ci do twarzy”                 | Agata Dziarmagowska                     | Miroff, Hvll         | 3:11    |
| 3.  | „WIFEY”                                  | Agata Dziarmagowska                     | Miroff               | 1:56    |
| 4.  | „Pam&Tommy” (feat. Holak)                | Agata Dziarmagowska, Holak              | Miroff, Wuja HZG     | 2:36    |
| 5.  | „Gangsta love skit”                      | Agata Dziarmagowska                     | Miroff, Wuja HZG     | 1:55    |
| 6.  | „chłopaki płaczą”                        | Agata Dziarmagowska                     | Miroff               | 2:22    |
| 7.  | „Śpię sama”                              | Agata Dziarmagowska                     | Miroff, Hvll         | 2:47    |
| 8.  | „taki sam jak ja”                        | Agata Dziarmagowska                     | Miroff               | 2:18    |
| 9.  | „ponad chmurami” (feat. Dominika Płonka) | Agata Dziarmagowska, Dominika Płonka,   | Miroff, Dawid Płonka | 2:09    |
| 10. | „Proces” (feat. susk)                    | Agata Dziarmagowska, Zuzanna Michalczyk | Miroff               | 2:20    |
|     |                                          |                                         |                      | 24:44   |